# Virbia distincta
Virbia distincta är en fjärilsart som beskrevs av Edwards 1884. Virbia distincta ingår i släktet Virbia och familjen björnspinnare. Inga underarter finns listade i Catalogue of Life.